# Владислав II Ягеллончик
Владислав II Ягеллончик (пол. Władysław II Jagiellończyk; 1 березня 1456 — 13 березня 1516) — король Богемії від 27 травня 1471 року до 3 березня 1509 року (вигнання), король Угорщини — від 15 липня 1490 року, титулярний король Галичини та Володимирії, син короля Казимира IV Ягеллончика і Єлизавети Габсбург, дочки німецького, чеського та угорського короля Альбрехта II.

## Дорога до влади

### Боротьба за чеський трон
Владислав був в 1470 році визначений на наступника трону після Їржі з Подєбрадів в обмін на допомогу поляків у боротьбі Їржі з угорським королем і претендентом на чеську корону, Матвієм Корвіном. Угодою в Граці його батько Казимир IV Ягеллончик отримав підтримку для успадкування сином влади в Чехії з боку римсько-німецького імператора Фрідріха III. 1471 року Їржі помер, а гуситський чеський сейм, зібраний в Кутній Горі, вибрав Владислава на короля. Владислав зобов'язався довести нормалізувати взаємини чеської держави з папою Сікстом IV і сплатити борги Їржі. Боротьба з Угорщиною тривала надалі. Корвін, маючи підтримку папи римського і чеських католиків, називаючи себе чеським королем, вже раніше захопив Сілезію, Моравію та Лужиці. 1474 року Владислав уклав в Нюрнберзі союз проти Угорщини з імператором.
Тим часом папська дипломатія добивалася союзу хрестоносців та угорців проти Чехії та Польщі. Цього ж року польські війська розбили угорців під Свановіцами й розпочали облогу Вроцлава, якого, проте, не змогли здобути. Польський король Казимир Ягеллончик не міг більше підтримувати сина військами, польський сейм у Пйотркові не дав згоди на подальшу війну. Владислав вступив до підкореної Корвіном Австрії, був, однак, подоланий. Імператор, як сеньйор чеських правителів, був змушений передати права на Чехію королеві Угорщини. Під натиском чеських об'єднаних військ було укладено мир у Брно в 1478 році, роком пізніше підтверджений в Оломоуці. Згідно з ним обидва претенденти повинні були вживати титул чеського короля, а Корвін удержав владу в завойованих провінціях.

### Боротьба за угорський трон
У 1490 році, по смерті Матвія Корвіна, розпочалась боротьба за угорський трон, яка призвела до подвійного обрання: вибрано водночас Владислава, а також його брата — Яна I Ольбрахта. Владислав одружився з вдовою Корвіна, неаполітанською принцесою Беатрис. Між братами розпочалася війна. 1491 року Владислав подолав Ольбрахта у битві під Кошицями. При посередництві Казимира IV дійшло до угоди, на підставі якої чеським королем залишився Владислав, і Ян Ольбрахт отримав права на корону в разі його бездітної смерті. Невдовзі після цього Ольбрахт розірвав угоду і війна розпочалася знову. Того ж 1491 року на Угорщину напав інший претендент, імператор Священної Римської імперії Максиміліан I Габсбург. На підставі угоди в Прешпороку, Владислав забезпечив йому права на успадкування трону в разі його бездітної смерті, таким чином перекреслюючи угоду з власним братом. Ольбрахт поновив воєнні дії й лише в 1492 році був остаточно подоланий у битві під Пряшевом з допомогою угорського магната, спорідненого з Габсбургами, Яна Запольє. У цьому самому році помер Казимир і Ян Ольбрахт посів після нього польський трон.
У 1494 році дійшло до з'їзду Ягеллонів в Левочі, де Ян Ольбрахт та інші брати вирішили підтримувати Владислава як короля Угорщини. 1497 року Владислав не дав Яну Ольбрахту обіцяної військової допомоги під час експедиції останнього до Молдавії, що призвело до польської поразки у Кузьминському лісі. Всупереч цьому в 1498 році брати уклали союз проти турків.
Здобувши угорську корону Владислав і його шляхта зупинились перед важким завданням — опановуванням ситуації в країні. Скарбниця була порожня після років дорогої, великодержавної політики Матвія Корвіна, а села грабувала його Чорна Армія, здавна вже неоплачувана. З останньою розправилася значною мірою самостійно угорська шляхта.

## Король і магнати

### Розподіл привілеїв
Відомий своєю повільності і слабкістю характеру, Владислав II легко піддавався натискам магнатів і середньої шляхти, що змагалася з ними. Та остання в Угорщині дуже активізувалася і в кінці XV сторіччя охоче збирала щорічні з'їзди. 1495 року навіть була спроба ввести право загальної участі шляхти в сеймі (а не через депутатів), хоч проєкт був відхилений внаслідок опору магнатів. Під час серії таких з'їздів шляхта висувала на адресу короля чергові політичні та суспільні постулати, змусила Владислава до таких кроків: перетворення Королівської Ради з тіла, призначеного через правителя у вибиране через сейм; обмеження тривалості засідань сейму (до 15 днів) а також недопускання іноземців до спадкування корони. Попри те, що не всі постулати шляхти реалізовано (впливові магнати не погодилися на повну залежність правителя від ширших кругів шляхти), однак королівська влада була значною мірою залежна від сейму, чому Владислав не умів протистояти. Під час перебувань короля в Угорщині, Чехія ніби стала глядацьким залом суперечок між магнатською елітою і біднішими панами. В той самий час обидва стани діяли разом проти міст і селян. 1487 року чеський сейм відібрав у селян право на зміну пана або переїзду до міста, а в 1490 році цілком приписав їх до землі (glebae adscriptum). 1500 року Владислав надав привілеї чеській шляхті, тобто: згодився на кодифікацію права (так звану Владиславову Конституцію), яка встановлювала три сеймові палати: магнатську, дворянську і міщанську, при цьому для останньої передбачалось тільки дорадчий голос і лише тих міст, у справах яких стосувались питання. З часом чеські міста, на противагу угорських, змогли зміцнити свою позицію в сеймі, однак обидві держави опинилися в руках магнатських олігархій, що вміло управляли податливим королем і що ставились вороже до нижчих станів шляхти.

### Селянська війна в Угорщині
У 1513 році папа Лев Х оголосив хрестовий похід проти турків, а роком пізніше канцлер і примас Угорщини в одній особі, кардинал Томаш Бакощ (сам селянського походження) зібрав численну селянську армію, яка повинна була вирушити на Балкани. Під натиском угорської шляхти, незадоволеної з відпливу мас, робітників села, хрестовий похід відкликано, а розчаровані натовпи селян повернули проти еліти. Панів оголошено злом, проти якого потрібно провадити хрестовий похід. До бунту долучились мешканці міст, а також національні меншини, румуни, русини та серби. Заколот пробував стримати король Владислав, видаючи спеціальну відозву, в якій обіцяв свободу всім, хто зупиниться, але погрожував смертю упертим бунтівникам. Спочатку повстанці здобули декілька локальних успіхів, особливо в Трансильванії, однак вирішальну сутичку, під Тімішоарою, програли. Слабко організовані й озброєні повстанці програли магнатській армії під керівництвом Трансільванського воєводи, Яна Запольї та Стефана Баторія. Після декількох чергових, дрібних успіхів заколот безповоротно впав. Керівники повстанців на чолі з Дєрдь Дожа були жорстоко страчені. У цьому самому році угорський сейм ухвалив приписування селян до землі (glebae adscriptum, аналогічно як і раніше в Чехії), а також заборонив носіння зброї селянами. Таким чином зміцнилося домінування угорської шляхти над селянством.

### Король та Габсбурґи
У 1476 році Владислав II одружився з Барбарою Бранденбурзькою, донькою Бранденбурзького курфюрста Альбрехта III Ахілла, однак згодом розлучився з нею, коли Барбара втратила князівство Глоговське. 1498 року угорський сейм ухвалив заборону допуску чужих депутатів до засідань шляхти, яка обирала короля. Угорська середня шляхта таким чином хотіла виключити вплив Габсбурґів на вибір угорського короля. 1500 року Владислав уклав у Буді союз із Польщею та Францією проти турків та Габсбурґів. Для зміцнення цієї угоди Владислав взяв за дружину Анну де Фуа, доньку французького впливового дворянина Гостона II де Фуа. 1505 року угорський сейм в Ракошах безповоротно закрив іноземцям дорогу до угорської корони, але Владислав таємно уклав пакт з Максиміліаном I, визнаючи за ним право успадкування трону. Максиміліан вступив до Угорщини та зайняв Пожонь і Сопрон, домагаючись скасовування ухвал сейму. Внаслідок цього було складено нову угоду у Відні, в якій офіційно підтверджено право успадкування трону за Габсбургами. 1506 року народився єдиний син Владислава Людовик II Ягеллончик, що теоретично перекреслювало можливість австрійського успадкування королівства. Тому в 1515 році у Відні імператор усиновив Лойоша, а в 1517 році організовано подружжя Анни Яґеллонки, доньки Владислава з Фердинандом, онуком імператора, а також Лойоша Ягеллончика з внучкою імператора, Марією Габсбурзькою.
З огляду на слабкість характеру, набув від угорців прізвиська Dobzse (у перекладі з польської на латинь rex bene — «король добре», від зловживання цього слова).

## Родина
Дружина — Анна де Фуа
Діти:
- Анна (1503—1547) — королева Угорщини і Богемії, дружина Фердинанда I, імператора Священної Римської імперії.
- Людовик (1506—1526) — останній король Богемії та Угорщини (з 1516 року) з династії Ягеллонів. Загинув у битві при Могачі (1526).